# Pontiac Aztek
El Pontiac Aztek es un crossover de tamaño mediano comercializado por General Motors desde los años 2001 hasta 2005, junto con su primo corporativo, el Buick Rendezvous.
Como un crossover de 4 puertas con motor delantero y tracción en las cuatro ruedas, el Aztek presentó una transmisión automática de cuatro velocidades con un motor V-6. Comercializado por Pontiac como un "vehículo deportivo recreativo", el Aztek utilizó una plataforma reducida compartida con las minivans de GM (por ejemplo, el Pontiac Montana) con 94 pies cúbicos (2662 L) de espacio de carga con sus asientos traseros retirados. El diseño kammback de la parte trasera incorporó puertas convencionales en lugar de puertas correderas, así como un portón trasero de dos hojas, teniendo la sección inferior moldeada la forma de unos asientos y unos portavasos. Otras características incluían una consola central trasera que se podía duplicar como un refrigerador removible, controles estéreo traseros en el área de carga, un piso de carga deslizante con compartimientos para comestibles y un paquete de campamento disponible con una carpa acoplable y un colchón inflable.
Si bien se suele citar como uno de los peores automóviles jamás producidos, el Aztek ha visto un resurgimiento de su popularidad y del interés público gracias a su asociación con la serie de televisión Breaking Bad, conducido por el principal protagonista Walter White. Cuando terminó el rodaje en 2013, uno de los Aztek que se usó en el rodaje, que fue destruido y ya no se podía conducir, se vendió en una subasta por 7.800 dólares.

## Concepto original
Presentado por primera vez al público en 1999, el prototipo del Pontiac Aztek fue bien recibido. Presentaba un estilo futurista (denominado "Xtreme") y prometía la máxima versatilidad en apoyo de un estilo de vida joven y activo para el sector del público perteneciente a la "Generación X".
El Pontiac Aztek salió a la venta en el verano de 2000, como modelo de la gama de 2001.
La edición de producción del Aztek se lanzó con el lema: "Posiblemente el vehículo más versátil del planeta", junto con el exitoso programa de juegos de la CBS, Survivor en 2000.

## Estilo

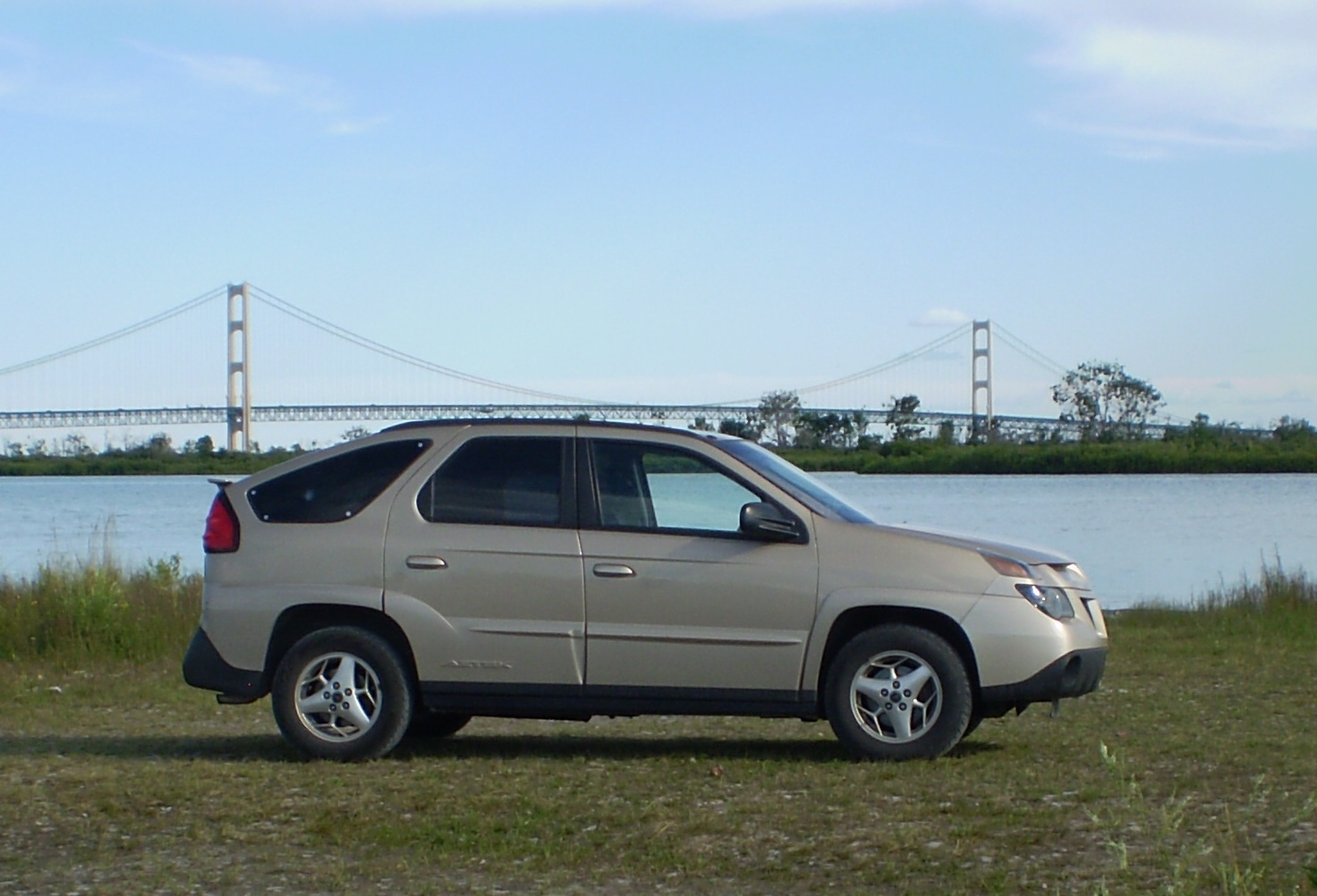
Vista lateral

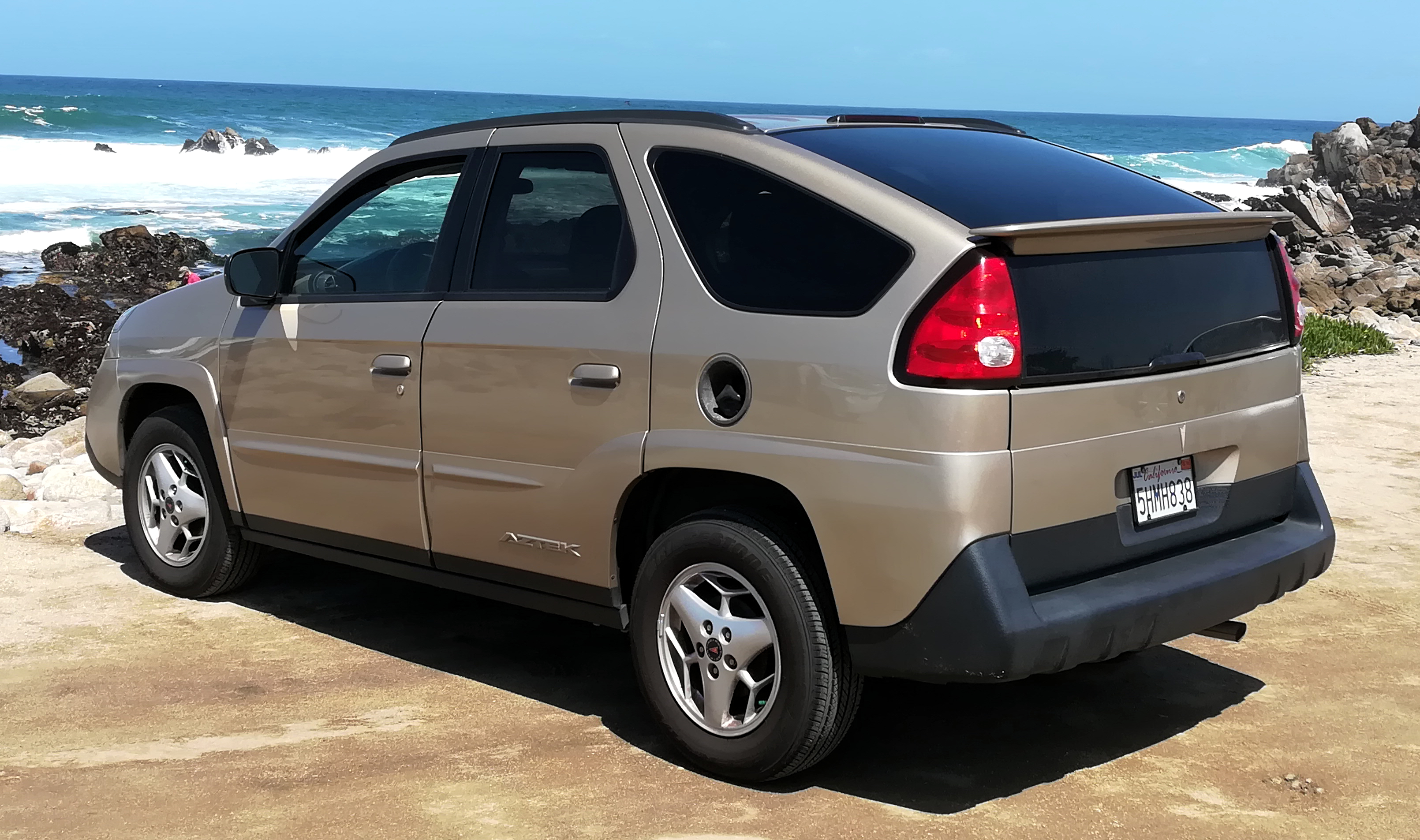
Parte posterior

El Aztek fue diseñado bajo la dirección de Tom Peters, quien más tarde diseñaría el Chevrolet Corvette (C7). Según un análisis realizado en 2000, BusinessWeek dijo que el Aztek debía señalar un renacimiento del diseño para GM y "suponía una declaración acerca de romper con el instinto de prudencia de GM". Un diseñador dijo que durante el proceso de diseño, el Aztek se hizo "agresivo por ser agresivo". Peters, el Diseñador Jefe dijo: "Queríamos hacer un vehículo audaz, que no fuera para todos". El estudio Business Week dijo que el Aztek fue "el primer paso torpe hacia la innovación de una compañía que ha evitado ese camino", comparando "la debacle con la remodelación de Ford de su sedán Taurus de 1996". La parte delantera del vehículo parecía ser un intento de revivir una apariencia que Pontiac usó en la década de 1970 con el Pontiac GTO, y fue una aparición compartida con el Grand Am.
En última instancia, el Aztek fue criticado por su estilo. Mickey Kaus describió que los Aztek tenían "pasos de rueda delantera cuadrados, huecos y vacíos" y un "hocico de animal gratuito y feroz, que pudo haber sido lo que motivó al entrante ejecutivo de GM, Bob Lutz, a decir que muchos de los productos de la compañía se parecían a una cocina furiosa." James Hall, vicepresidente de AutoPacific Inc clasificó al Aztek como uno de los diez coches más feos de todos los tiempos; y por su parte, Karl Brauer, CEO y editor en jefe de TotalCarScore.com, dijo que los Aztek presentaban "unas proporciones atroces, envueltas en revestimientos de plástico" y que "parecía una furgoneta afectada por un coche bomba".
Una encuesta en The Daily Telegraph en agosto de 2008 colocó al Aztek en el número uno de los "100 automóviles más feos" de todos los tiempos.  Un artículo de Edmunds.com colocó al vehículo en el primer lugar de los "100 peores coches de todos los tiempos", no solo por su estilo, sino también porque "destruyó a un fabricante de automóviles con 84 años de trayectoria". La revista Time en 2007 citó al Aztek como uno de los 50 peores coches de todos los tiempos (agregando sin embargo que "fue un crossover útil y competente"), y nuevamente en 2010 como uno de los 50 peores inventos de todos los tiempos.

## Tecnología y características notables
El Aztek se produjo en la planta de ensamblaje de General Motors en Ramos Arizpe, México, donde compartió una línea de ensamblaje con el Buick Rendezvous. En Canadá, llenó el vacío que quedaba desde la interrupción del Sunrunner en 1997, mientras que en los EE. UU. y México fue el primer SUV con insignia de Pontiac que se vendió. Cuando se lanzó al mercado, el Aztek estaba disponible con tracción delantera o Versatrak, un sistema de tracción total automático a tiempo completo que proporcionaba tracción en la nieve o la lluvia y podía manejar superficies todoterreno ligeramente ásperas.
El Aztek fue uno de los primeros automóviles en diseñarse completamente con herramientas computarizadas de creación rápida de prototipos/visualización rápida.[cita requerida] El tablero de instrumentos fue diseñado por Johnson Controls, e incluía el esquema de iluminación roja de marca registrada de Pontiac junto con una pantalla frontal opcional.
El Aztek podía transportar dentro de su interior una lámina de madera contrachapada estándar de 4 pies (1,2 m) por 8 pies (2,4 m) y estaba disponible con dos opciones de área de carga trasera: una bandeja de carga extraíble que contenía hasta 400 libras (180 kg) sobre unas ruedas integradas capaz de rodar cuando se sacaba del vehículo, o un sistema de red de carga versátil que podía soportar hasta 200 kg y podía configurarse (según se afirma) de 22 formas diferentes. Las opciones incluían una consola central que se duplicaba como un refrigerador extraíble y un paquete de colchón inflable / tienda de campaña que, junto con un compresor de aire incorporado, permitía al Aztek convertirse un cámper. Extendiendo esta imagen había una mochila montada en el respaldo del asiento, y una serie de bastidores especiales para bicicletas, canoas, tablas de snowboard y otros artículos similares. Un sistema estéreo Pioneer de 10 altavoces era opcional. También disponía de un conjunto de controles ubicados en la parte trasera del vehículo, así como también un inusual portón trasero de 2 piezas con portavasos incorporados y área de asientos moldeada para mayor comodidad.

## Seguridad
El Instituto de Seguros para la Seguridad en las Carreteras (IIHS, por sus siglas en inglés) le otorgó a Aztek una calificación general marginal en la prueba de impacto frontal. Sin embargo, no se realizó una prueba de impacto lateral.
Clasificación de pruebas de choque de la Administración Nacional de Seguridad del Tráfico en Carreteras (NHTSA) de 2004:
- Conductor frontal:
- Pasajero frontal:
- Conductor lateral:
- Pasajero trasero lateral:

## Ventas estadounidenses anuales
| Año      | 2000   | 2001   | 2002   | 2003   | 2004   | 2005  | 2006 | 2007 | Total   |
| -------- | ------ | ------ | ------ | ------ | ------ | ----- | ---- | ---- | ------- |
| Unidades | 11.201 | 27.322 | 27.793 | 27.354 | 20.588 | 5.020 | 347  | 69   | 119.692 |

## Elogios y críticas
GM pronosticó ventas de hasta 75.000 Aztek por año y necesitaba producir 30.000 al año para alcanzar el punto de equilibrio financiero. Solo se vendieron 27.322 en 2001.
El precio de Aztek también fue un problema en el lanzamiento: el vehículo era demasiado caro para su clientela potencial de la "Generación X" y tenía un precio significativamente más alto que los vehículos de la competencia. Después del año modelo 2001, se eliminó la versión GT y se redujeron los precios, además de los reembolsos extremadamente generosos y la financiación a tasas reducidas establecida por GM tras los ataques terroristas del 11 de septiembre de 2001.[cita requerida]
El Aztek tuvo una de las puntuaciones más altas de CSI (Índice de satisfacción del cliente) en su clase, y ganó la denominación de "Vehículo utilitario deportivo de mayor atractivo" en 2001 de JD Power and Associates, una organización independiente de encuestas de consumidores que publicó que: "Las puntuaciones del Aztek son la más alta o la segunda más alta en cada medida de componente APEAL, excepto en el diseño exterior".
Matthew DeBord, de The Big Money, argumentó que a pesar de sus malas críticas y ventas, el Aztek era el automóvil que, a la larga, podría salvar a GM. Elogió a GM por ser atrevido y tratar de crear un mercado completamente nuevo de vehículos, en lugar de simplemente copiar fórmulas exitosas. Argumentó que el fracaso del Aztek era similar al fracaso del Apple Newton y del Mac Portable, dos productos fallidos que revolucionaron la industria de la computación y se convirtieron en la base de productos exitosos fabricados por Apple.
El "Design by Committee" del Aztek fue criticado en el libro de diseño de software de Steve McConnell, Code Complete 2.

## Cambios de año en año

### 2001

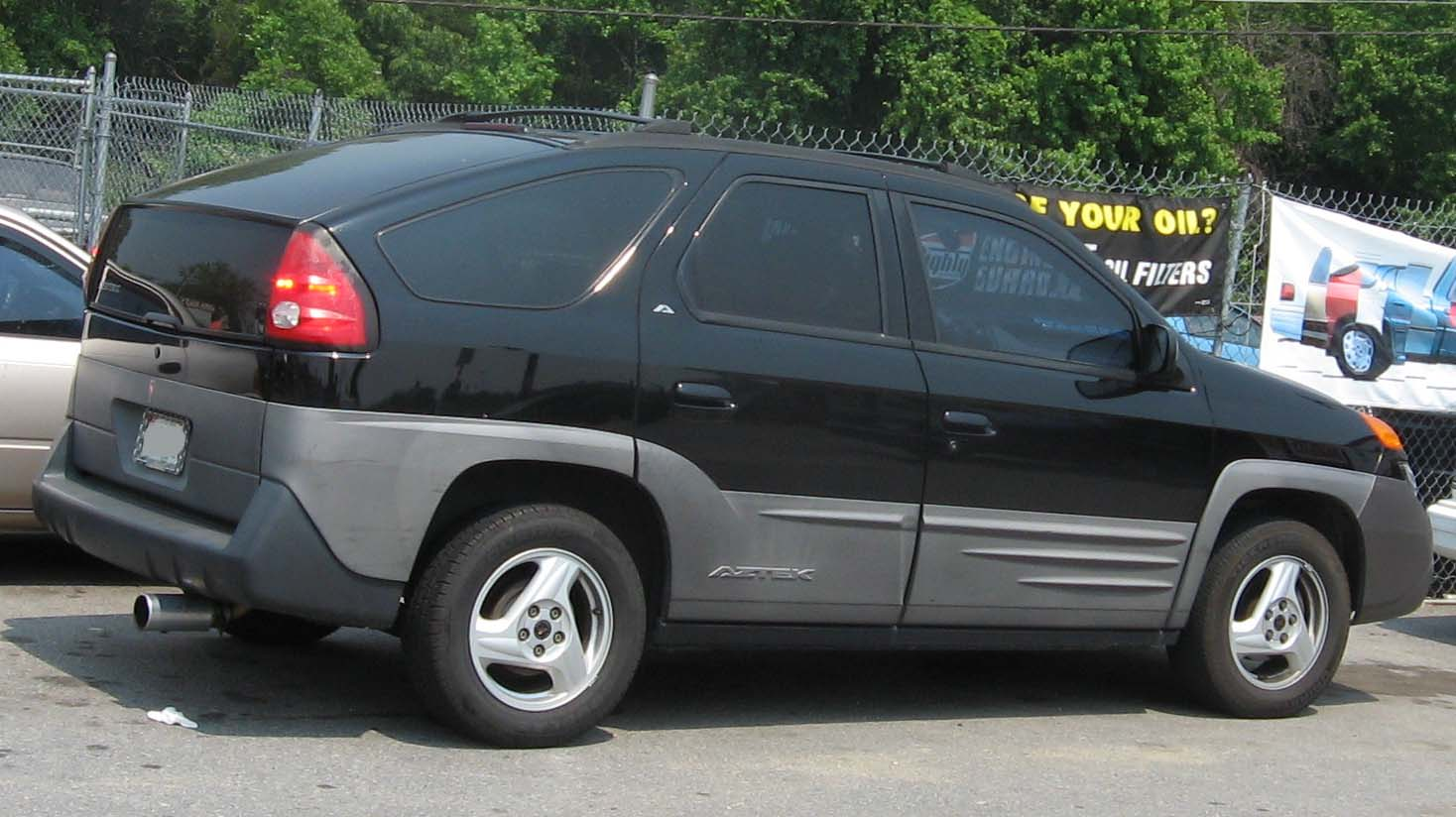
Pontiac Aztek de 2001

- Todos los nuevos modelos disponibles como modelo base y GT, tanto en tracción delantera como en tracción total. Este último cuenta con una suspensión trasera independiente.
- En febrero de 2001, un Aztek rojo sirvió como auto de seguridad para las 500 Millas de Daytona.[26]

### 2002

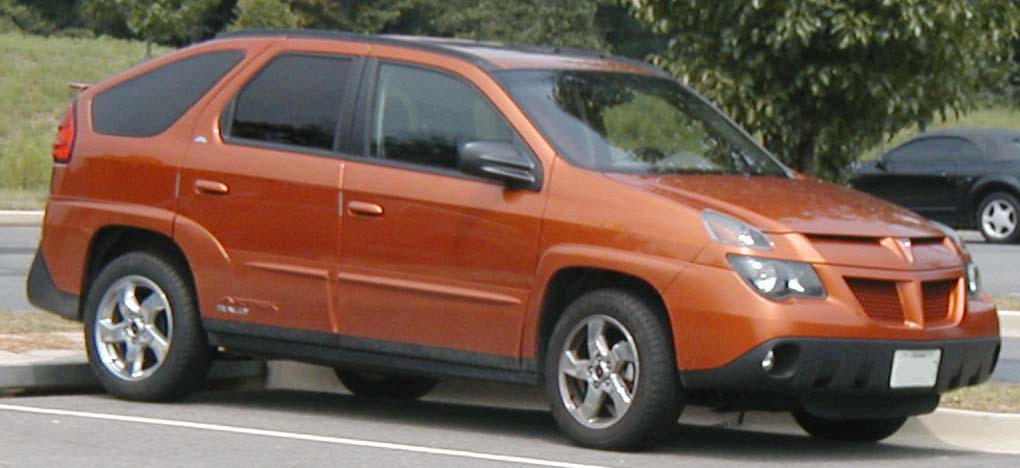
Pontiac Aztek (2002–2005)

- Las placas de revestimiento se suavizaron y se cambiaron al color de la carrocería, las señales luminosas de giro de los marcadores delanteros cambiaron de ámbar a transparente, y se agregó un deflector a la puerta de cristal trasera.[cita requerida]

### 2003
- Se presentó la "Edición Rally" del Aztek, que era un paquete opcional que incluía una suspensión delantera más baja, un alerón trasero más grande, una rejilla del color de la carrocería y llantas cromadas de 17". Aunque algunos lo consideraban como un modelo propio, ya que la denominación Rally había desaparecido tras la cancelación del Rally GMC.
- El sistema de entretenimiento con DVD, la radio satelital XM y un sistema de monitoreo de presión de los neumáticos se agregaron a la lista de opciones.

### 2004
- Un reproductor de CD/MP3 se convirtió en una opción disponible.
- Estaba disponible un modelo de edición limitada, con asientos tapizados en cuero estándar, un sistema estéreo de mayor calidad, un alerón trasero, un tapizado interior con detalles de aluminio, una pantalla de diadema estándar y un asiento del conductor ajustable de 6 vías.

### 2005
- En su último año modelo, el Aztek obtuvo la operación de manos libres de su sistema On-Star. Las ofertas de color exterior también cambiaron.

El Aztek se suspendió después del año modelo de 2005, y fue reemplazado por el Pontiac Torrent sobre la plataforma Theta. La línea de producción del Aztek en Ramos Arizpe, México, fue reorganizada para construir el Chevrolet HHR, aunque la producción del Buick Rendezvous continuó por otros dos años. El último Pontiac Aztek finalmente salió de la línea de montaje el 31 de agosto de 2005.[cita requerida]